# La Bar-Mitsva
La Bar-Mitsva est un album bande dessinée, premier tome de la série Le Chat du rabbin, écrit et illustré par Joann Sfar et publié en 2002 chez Dargaud.
L'album est dédié à tous les peintres d'Alger au XXe siècle. Joann Sfar tient en particulier à citer l'ouvrage de Marion Vidal-Bué, Alger et ses peintres, 1830-1960, publié aux éditions Paris Méditerranée.

## Synopsis
L'histoire se déroule à Alger, dans les années 1930, pendant l'Algérie française. Le chat d'un rabbin séfarade dévore le perroquet domestique et acquiert le don de parole. Pour son maître et sa fille Zlabya, c’est un miracle. Le rabbin découvre que son chat est bavard, mais surtout menteur, puisqu’il affirme n’avoir pas mangé le perroquet. Il refuse donc de le laisser seul avec sa fille, qu’il pourrait influencer avec « de mauvaises idées ». Il le garde avec lui pour lui enseigner la Torah : après tout, c’est un chat juif. Le chat accepte, à condition qu’il fasse sa bar-mitsva. Le rabbin l’emmène donc voir son maître le « rabbin du rabbin » qui lui explique sa religion, mais le chat n'a de cesse que de questionner les limites du judaïsme, avec un air faussement innocent, au grand dam du maître de son maître, plutôt traditionaliste,,.

## Personnages
- Le chat, personnage principal ;
- Le rabbin, le maître du chat ;
- Zlabya, la fille du rabbin ;
- Le perroquet du rabbin ;
- Le rabbin du rabbin, le précepteur du rabbin.

## Prix et récompenses
- 2003 : Prix du jury œcuménique de la bande dessinée (tome 1)
- 2006 :  Prix Eisner de la meilleure édition américaine d'une œuvre internationale pour le vol. 1